# Пісенник Ажуда
«Пісенник Ажу́да» (Cancioneiro da Ajuda) — найдавніший з трьох основних, що збереглися, середньовічних збірників світських кантиг галісійсько-португальською мовою кінця XIII століття. Назва пісенника походить від місця його зберігання — бібліотеки палацу Ажуда (Palácio Nacional da Ajuda) у Лісабоні.
Ця збірка разом з «Пісенником Національної бібліотеки» (Cancioneiro da Biblioteca Nacional або «Колоччі-Бранкуті») та «Пісенником Ватикана» (Cancioneiro da Vaticana) є одним з головних першоджерел світських кантиг трубадурів Піренейського півострову. 
З одного боку, збірник являє цінність як рукопис XIII століття, з іншгого — як літературна пам'ятка першої і спільної для іберійських королівств літературної течії новою романською мовою, якою стала лірика галісійсько-португальською мовою. При цьому на сході Піренеїв домінувала поезія провансальською мовою.

## Опис
Рукопис збірника був знайдений на початку XIX століття в Лісабоні. Вперше пісенник видав фрагментами у 1823 році в Парижі британський дипломат Чарльз Стюарт накладом 25 примірників. Другий наклад вийшов у 1849 році. Дотепер (2020) класичним вважається фундаментальне критичне видання у 2-х томах Кароліни Міхаеліс ді Вашкоселуш (1904).
Манускрипт має схожість зі збірником паралітургічних Кантиг Святої Марії (Cantigas de Santa Maria), складеного при дворі кастильського короля Альфонсо X. Однак на відміну від альфонсинських кодексів «Пісенник Ажуда» не містить нотації. Пісні записані на пергаменті готичним шрифтом. Робота над манускриптом не була завершена, оскільки в ньому є чисті аркуші й незаповнені місця для нотації. Таким чином, всі пісні збірника представлені без нотації. Не повністю завершено й ілюмінування та орнаментація рукопису.

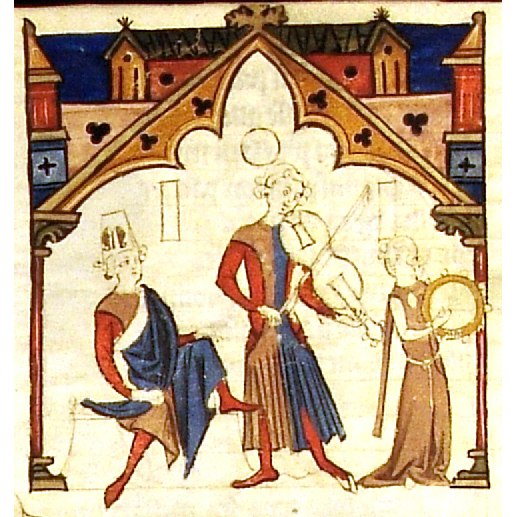
Мініатюра з Пісенника Ажуда: шляхтич, жонглер і дівчина з пандейру

Для скороченого позначення кантиги збірника використовується літера «А» (від Ajuda) з її порядковим номером, або «CA». Наприклад: Cantiga da Ribeiriña (No mundo nom me sei parelha — Cancioneiro da Ajuda, A 38).
Всі кантиги зібрання є взірцями куртуазної поезії, були написані під впливом творчості провансальських трубадурів і створені до правління короля Дініша. 
Збірник містить переважно пісні про кохання (cantigas de amor). Із загалу 310 кантиг у манускрипті представлено 295 пісень про кохання, 4 пісні-насмішки й лихослів'я та 11 кантиг невизначеного жанру.
Рукопису бракує розділів інших основних жанрів лірики галісійсько-португальських трубадурів: кантиг про друга (cantigas de amigo) і кантиг насмішок та лихослів'я (cantigas de escárnio e maldizer). Цей факт спричинив гіпотезу К. Міхаеліс ді Вашкоселуш, що «Пісенник Ажуда» є частиною більш повного загального зібрання кантиг (Cancioneiro Geral galaico-português), який донині не зберігся.
Італійський медієвист Джузеппе Тавані (Giuseppe Tavani) злійснив порівняльний аналіз трьох основних пісенників (CA, CB, CV) і виснував, що «Пісенник Ажуда» у сучасному вигляді є частиною копії раннішого збірника, в якому містились пісні всіх трьох головних жанрів світських кантиг. 
Принаймні гіпотеза про те, що CA служив оригіналом для збірників CB і CV не може бути взята до уваги хоч б тому, що в останніх двох відсутні 64 кантиги з «Пісенника Ажуда».

## Автори
Всі 38 авторів пісенника у рукопису були представлені анонімно. Їхні імена були відновлені за аналогічними творами, що збереглися у «Пісеннику Національної бібліотеки Португалії» і «Ватиканського пісенника». Імена 5-ти авторів точно визначити не вдалося. Крім цього спірним є авторство 7-ми кантиг.
Отже, з 38-ми авторів «Пісенника Ажуда»:
Галісійці — 13 (з них національність 2-х авторів точно не з'ясована)
Італійці — 1
Кастильці — 3
Португальці — 16 (з них національність 2-х авторів точно не з'ясована)
Невідомою є національність 2-х авторів
Аноніми — 3.

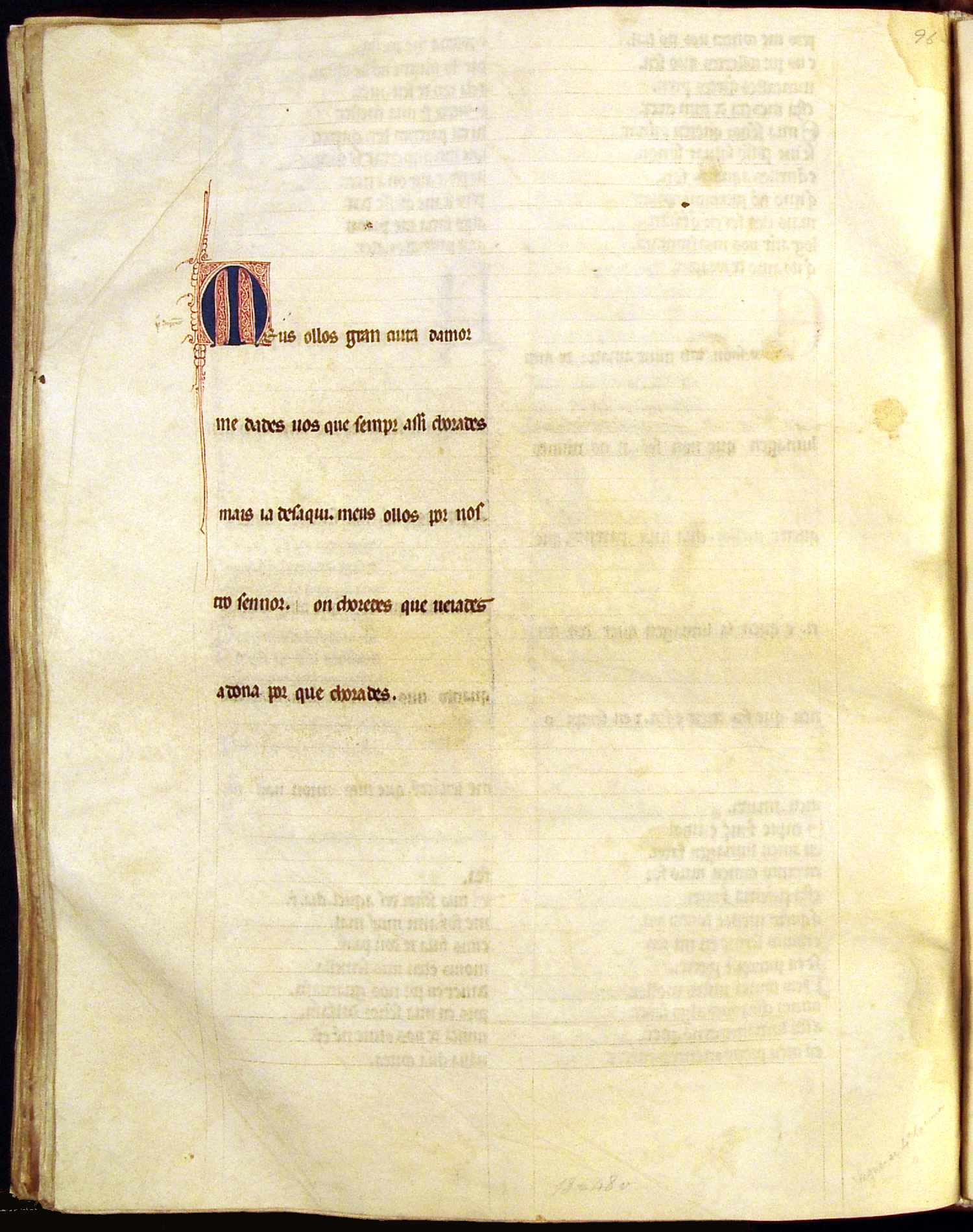
Фрагмент кантиги про кохання Meus olhos, gram coita d'amor (A 39), «Пісенник Ажуда», XIII ст.

Єдине ім'я автора було записане ревізором і адресоване коректору при складанні антології. Ця дрібна помітка, яку складно завважити неозброєним оком, зроблена поруч з ініціалом першого рядку кантиги про кохання Meus ollos gran cuita damor (A 39). 
У 2004 році португальський палеограф Сузана Тавареш Педру (Susana Tavares Pedro) вперше звернула увагу дослідників на цей запис, розшифрувавши його як ім'я галісійського трубадура або сегрела Перо да Понте: p̊ dapõnt — Pero da Ponte. У теперішній час (2020-ті) правильність такого прочитання поділяють решта фахівців. 
Вочевидь, ревізор звернув увагу коректора на те, що перший рядок кантиги записаний у рубриці галісійського трубадура Пай Соареса де Тавейроса, тоді як її автором, напевно, був Перо да Понте. З цієї причини запис повного тексту пісні був перерваний, а питання про її авторство дотепер лишається відкритим. У «Пісеннику Національної бібліотеки», як і у «Пісеннику Ватикана» ця кантига відсутня, тобто зберігся лише її фрагмент у «Пісеннику Ажуда».
Описуючи роботу дослідників, Вашконселуш зауважила, що 1858 року бразильський дослідник Франсішку Адолфу де Варнхаген (Francisco Adolfo de Varnhagen) порівняв текст рукопису з копією «Ватиканського пісенника» і визначив, що авторство 8 кантиг про кохання з «Пісенника Ажуда» (228, 229, 230, 231, 232, 233, 234, 240) належить португальському трубадуру Жуану Гарсії де Гільяде. Втім, натепер відомо, що кантига А 240 написана не Гільяде.
З авторів пісенника звертають увагу на себе також італійський трубадур Боніфачі Кальво (Bonifaci Calvo), якого в збірниках іменують Боніфацієм з Генуї (Bonifaz de Génova). У Пісеннику Ажуда записані його 2 пісні про кохання галісійсько-португальською мовою. Зберіглось його 19 пісень провансальською мовою. В одній з них (Un nou sirventes ses tardar/ voill al rei de Castela far) трубадур виступає як поліглот: текст написаний  провансальською, галісійсько-португальською та французькою мовами. Цей твір Боніфачі Кальво не входить у «Пісенник Ажуда».

## Видання
- Fragmentos de hum Cancioneiro inedito, que se acha na livraria do Real Collegio dos Nobres de Lisboa / Charles Stuart de Rothesay. — Paris : Paço de Sua Magestade Britanica, 1823. Impresso à custa de Carlos Stuart [Lord Stuart de Rothesay].
- Cancioneiro da Ajuda. Edição crítica e comentada / Carolina Michaëlis de Vasconcelos. — Halle : Max Niemeyer, 1904. — Vol. 1.
- Cancioneiro da Ajuda. A Diplomatic Edition / Henry H. Carter. — New York-London : Modern Language Association of America-Oxford University Press, 1941. — Vol. 1. Reprint, New York, Kraus Reprint Co., 1975. Lisboa. Imprensa Nacional — Casa da Moeda. 2007.
- Fragmento do Nobiliário do Conde Dom Pedro. Cancioneiro da Ajuda. Edição fac-similada do códice existente na Biblioteca da Ajuda, apresentação de M. C. de Matos, N. S. Pinheiro e F. G. Cunha Leão; estudos de J. V. de Pina Martins, M. A. Ramos e F.G. Cunha Leão. Lisboa. Edições Távola Redonda, Instituto Português do Património Arquitectónico e Arqueológico, Biblioteca da Ajuda. 1994.